# Antiquité et Moyen Âge indien
La carte politique de l'Inde antique et médiévale est composée de royaumes et de républiques innombrables aux frontières fluctuantes. Aux IVe et Ve siècles, le nord de l'Inde est unifié sous la dynastie des Gupta. Cette période est considérée en Inde comme un âge d'or, la civilisation hindoue ayant atteint un apogée inconnu jusqu'alors.

## Tableau récapitulatif
| Royaumes indiens de l'Antiquité au Moyen-Âge | Royaumes indiens de l'Antiquité au Moyen-Âge | Royaumes indiens de l'Antiquité au Moyen-Âge | Royaumes indiens de l'Antiquité au Moyen-Âge | Royaumes indiens de l'Antiquité au Moyen-Âge | Royaumes indiens de l'Antiquité au Moyen-Âge | Royaumes indiens de l'Antiquité au Moyen-Âge                                                                 |
| Siècle et période culturel                   | Nord-Ouest de l'Inde (Pendjab-Sapta Sindh) | Plaine indo-gangétique | Plaine indo-gangétique | Plaine indo-gangétique | Centre de l'Inde | Sud de l'Inde                                                                                                |
| Siècle et période culturel                   | Nord-Ouest de l'Inde (Pendjab-Sapta Sindh) | Haute plaine | Moyenne plaine | Basse plaine | Centre de l'Inde | Sud de l'Inde                                                                                                |
| -------------------------------------------- | --- | --- | --- | --- | --- | --- |
| AGE DU FER                                   | | | | | | |
| Culture                                      | Fin de la Période védique | Fin de la Période védique (culture Śrauta) Culture de la céramique grise peinte                                                                                            | Fin de la Période védique (culture Shramana) Culture de la céramique noire polie (en)                                                                                      | Fin de la Période védique (culture Shramana) Culture de la céramique noire polie (en)                                                                                      | Pré-histoire | Pré-histoire                                                                                                 |
| VIe siècle av. J.-C.                         | Gandhara | Royaume du Kuru-Panchala | Magadha | | Tribus Adivasis | |
| Culture                                      | Influence des conquêtes grêco-perses | Deuxième urbanisation Montée des mouvements Shramana Jaïnisme - Bouddhisme - Ajivika - Yoga                                                                                | Deuxième urbanisation Montée des mouvements Shramana Jaïnisme - Bouddhisme - Ajivika - Yoga                                                                                | Deuxième urbanisation Montée des mouvements Shramana Jaïnisme - Bouddhisme - Ajivika - Yoga                                                                                | Pré-histoire | Pré-histoire                                                                                                 |
| Ve siècle av. J.-C.                          | Conquêtes perses (Achéménides) | | Shaishunaga | | Tribus Adivasis | |
| IVe siècle av. J.-C.                         | Conquêtes grecques (Alexandre le Grand) | Empire Nanda | Empire Nanda | Empire Nanda | Tribus Adivasis | |
| ANTIQUITÉ                                    | | | | | | |
| Culture                                      | Montée du bouddhisme en Inde | Montée du bouddhisme en Inde | Montée du bouddhisme en Inde | Montée du bouddhisme en Inde | Pré-histoire | Sangam (300 av. J.-C. – 200)                                                                                 |
| IIIe siècle av. J.-C.                        | Empire Maurya | Empire Maurya | Empire Maurya | Empire Maurya | Empire Maurya | Dynastie Chola Empire Pandya Dynasite Satavahana Dynastie Chera 46 petits royaumes du Tamilakam (en)         |
| Culture                                      | Hindouisme pré-classique (200 av. J.-C. - 300) Poésie épique (en) - Purana - Ramayana - Mahabharata - Bhagavad Gita - Brahma Sutras - Tradition smarta Bouddhisme mahāyāna | Hindouisme pré-classique (200 av. J.-C. - 300) Poésie épique (en) - Purana - Ramayana - Mahabharata - Bhagavad Gita - Brahma Sutras - Tradition smarta Bouddhisme mahāyāna | Hindouisme pré-classique (200 av. J.-C. - 300) Poésie épique (en) - Purana - Ramayana - Mahabharata - Bhagavad Gita - Brahma Sutras - Tradition smarta Bouddhisme mahāyāna | Hindouisme pré-classique (200 av. J.-C. - 300) Poésie épique (en) - Purana - Ramayana - Mahabharata - Bhagavad Gita - Brahma Sutras - Tradition smarta Bouddhisme mahāyāna | Hindouisme pré-classique (200 av. J.-C. - 300) Poésie épique (en) - Purana - Ramayana - Mahabharata - Bhagavad Gita - Brahma Sutras - Tradition smarta Bouddhisme mahāyāna | Sangam (300 av. J.-C. – 200)                                                                                 |
| IIe siècle av. J.-C.                         | Royaumes indo-grecs | Royaumes indo-grecs | Dynastie Shunga Dynastie Maha-Meghavahana (en) | Dynastie Shunga Dynastie Maha-Meghavahana (en) | Dynastie Shunga Dynastie Maha-Meghavahana (en) | Dynastie Chola Empire Pandya Dynasite Satavahana Dynastie Chera 46 petits royaumes du Tamilakam (en)         |
| Ier siècle av. J.-C.                         | Royaumes indo-grecs | Royaumes indo-grecs | Dynastie Shunga Dynastie Maha-Meghavahana (en) | Dynastie Shunga Dynastie Maha-Meghavahana (en) | Dynastie Shunga Dynastie Maha-Meghavahana (en) | Dynastie Chola Empire Pandya Dynasite Satavahana Dynastie Chera 46 petits royaumes du Tamilakam (en)         |
| Ier siècle                                   | Indo-Scythes Indo-parthe | Indo-Scythes Indo-parthe | Royaume du Kuninda | | | Dynastie Chola Empire Pandya Dynasite Satavahana Dynastie Chera 46 petits royaumes du Tamilakam (en)         |
| IIe siècle                                   | Empire Kouchan | Empire Kouchan | Empire Kouchan | Empire Kouchan | Empire Kouchan | Dynastie Chola Empire Pandya Dynasite Satavahana Dynastie Chera 46 petits royaumes du Tamilakam (en)         |
| IIIe siècle                                  | Indo-Sassanides | Empire Kouchan | Satrapes occidentaux | Kamarupa | Dynastie Kalabhra (en) Empire Pandya (sous Kalabhra) | Dynastie Chola Empire Pandya Dynasite Satavahana Dynastie Chera 46 petits royaumes du Tamilakam (en)         |
| Culture                                      | Age d'or de l'Hindouisme (320-650) Purana Co-existence entre Hindouisme et Bouddhisme                                                                                      | Age d'or de l'Hindouisme (320-650) Purana Co-existence entre Hindouisme et Bouddhisme                                                                                      | Age d'or de l'Hindouisme (320-650) Purana Co-existence entre Hindouisme et Bouddhisme                                                                                      | Age d'or de l'Hindouisme (320-650) Purana Co-existence entre Hindouisme et Bouddhisme                                                                                      | Age d'or de l'Hindouisme (320-650) Purana Co-existence entre Hindouisme et Bouddhisme                                                                                      | Age d'or de l'Hindouisme (320-650) Purana Co-existence entre Hindouisme et Bouddhisme                        |
| IVe siècle                                   | Kidarite | Empire Gupta Dynastie Varman | Empire Gupta Dynastie Varman | Empire Gupta Dynastie Varman | Empire Gupta Dynastie Varman | Dynastie Kalabhra (en) Empire Pandya (sous Kalabhra) Dynastie Kadamba (sa) Dynastie des Ganga de l'ouest     |
| Ve siècle                                    | Empire Hephthalite | Huns d'Alkhon | Huns d'Alkhon | Huns d'Alkhon | Huns d'Alkhon | Dynastie Kalabhra (en) Empire Pandya (sous Kalabhra) Dynastie Vishnukundina                                  |
| VIe siècle                                   | Huns de Nezak Shahiyas | | Dynastie Maitraka (en) | | Tribus Adivasis | Badami Chalukyas (simple) Dynastie Kalabhra (en) Empire Pandya (sous Kalabhra)                               |
| Culture                                      | Hindouisme post-classique (650-1100) Advaita Vedanta - Tantra Déclin du bouddhisme en Inde                                                                                 | Hindouisme post-classique (650-1100) Advaita Vedanta - Tantra Déclin du bouddhisme en Inde                                                                                 | Hindouisme post-classique (650-1100) Advaita Vedanta - Tantra Déclin du bouddhisme en Inde                                                                                 | Hindouisme post-classique (650-1100) Advaita Vedanta - Tantra Déclin du bouddhisme en Inde                                                                                 | Hindouisme post-classique (650-1100) Advaita Vedanta - Tantra Déclin du bouddhisme en Inde                                                                                 | Hindouisme post-classique (650-1100) Advaita Vedanta - Tantra Déclin du bouddhisme en Inde                   |
| VIIe siècle                                  | Indo-Sassanides | | Dynastie Vakataka Empire de Harsha | Dynastie Mlechchha (en) | Tribus Adivasis | Empire Pandya (sous Kalabhra) Empire Pandya Dynastie Pallava                                                 |
| VIIIe siècle                                 | Shahiyas | | Dynastie Pala | Dynastie Pala | Tribus Adivasis | Empire Pandya Dynastie Kalachuri                                                                             |
| IXe siècle                                   | Shahiyas | | Dynastie Gurjara-Pratihâra | | Tribus Adivasis | Empire Rashtrakuta Empire Pandya Dynastie Chola Empire Pandya (sous Chola) Dynastie Chera de Makkotaï        |
| Xe siècle                                    | Ghaznévides musulmans | | | Royaume du Kamarupa (sous Dynastie Pala) Dynastie Kamboja-Pala (en) du Bengale                                                                                             | Tribus Adivasis | Chalukya occidentaux Dynastie Chola Empire Pandya (sous Chola) Dynastie Chera de Makkotai Empire Rashtrakuta |

## Antiquité
Politiquement, au cours du IIIe siècle av. J.C., le royaume de Magadha annexe ou réduit d'autres États pour émerger comme l'Empire Maurya. On a longtemps pensé que l'empire contrôlait la totalité du sous-continent à l'exception de l'extrême sud, mais il apparaît que ses régions les plus importantes étaient probablement séparées par de grandes zones autonomes. Les rois maurya sont connus pour la construction de leur empire et pour leur gestion de la vie publique, notamment Ashoka qui renonce au militarisme et propage le dharma bouddhique.

### Transformations culturelles et religieuses
La fin de la période védique est caractérisée par le renouvellement de la mythologie. La divinité est maintenant adorée sous des formes diverses selon les deux grandes écoles de l'hindouisme : le shivaïsme et le vishnouisme. L'apparition du bouddhisme au VIe siècle avant l'ère chrétienne introduit en Inde une religion de délivrance et de charité. La prédication de Bouddha peut se développer sans rencontrer de trop fortes résistances dans une société où l'emprise du brahmanisme n'est pas encore aussi étendu ni le système des castes aussi rigide qu'il le deviendra par la suite. Au début, le bouddhisme n’est qu'une communauté de moines vivants selon la Loi de Bouddha. Les adeptes du bouddhisme n'en conservent pas moins diverses croyances hindoues et pratiquent le culte des dieux multiples. Néanmoins, l'existence d'une caste sacerdotale comme celle des Brahmanes est inconcevable pour les bouddhistes. Ce fait suffit à opposer bouddhisme et brahmanisme.
La littérature sangam en tamoul révèle qu'entre 200 av. J.C. et 200 apr. J.-C., le sud de la péninsule est contrôlé par les Chera, les Chola et les Pandya, qui commercent avec l'Empire romain, l'ouest et le sud-est de l'Asie. Dans le nord de l'Inde, l'hindouisme développe le contrôle patriarcal de la famille. Au cours des IVe et Ve siècles, l'Empire Gupta crée dans la plaine du Gange un système complexe d'administration et de taxation qui devient un modèle pour les royaumes suivants. Sous les Gupta, un renouveau de l'hindouisme, basé sur la dévotion plutôt que les rituels, commence à émerger. Ce renouveau s'exprime dans la sculpture et l'architecture. La littérature sanskrite se développe, les sciences, l'astronomie, la médecine et les mathématiques font d'importantes avancées.

## Le Moyen Âge indien

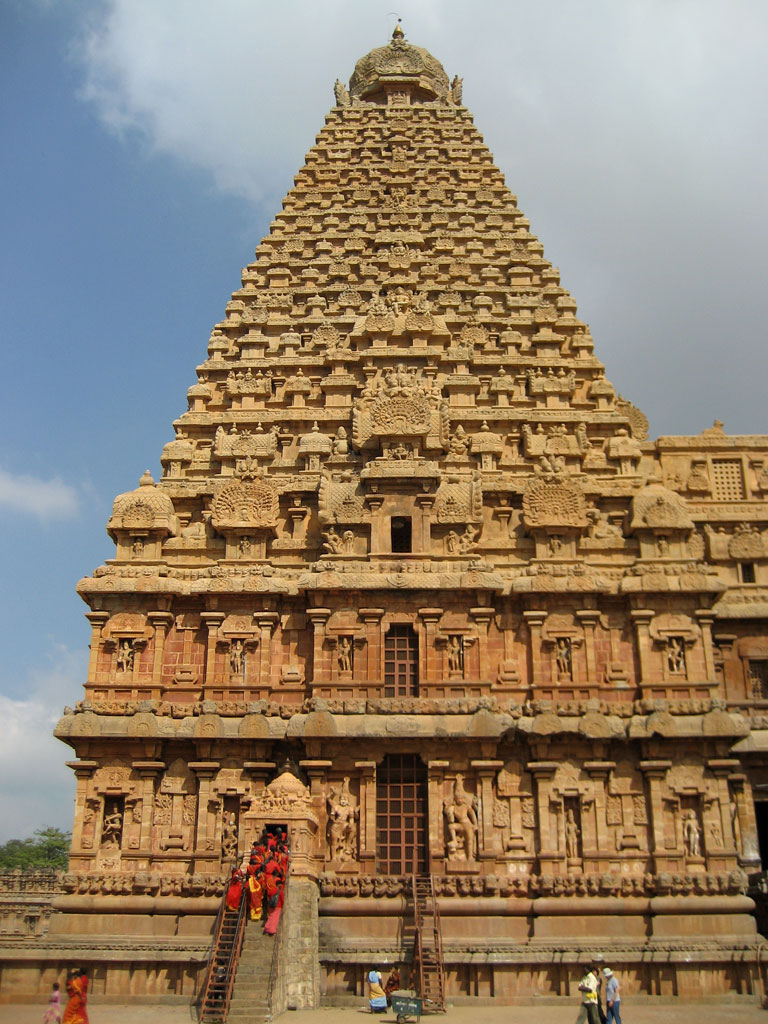
La tour en granit du Temple de Brihadesvara à Tanjavur a été construite en 1010 par Rajaraja Chola Ier.

Le Moyen Âge indien s'étale du VIIe au XIIIe siècle. Son début se caractérise par des royaumes régionaux et une grande diversité culturelle. Quand Harsha de Kannauj, qui contrôle la majeure partie de la plaine du Gange de 606 à 647, essaye d'étendre son royaume vers le sud, il est défait par la dynastie Chalukya qui contrôle le Deccan. Quand son successeur entreprend de conquérir l'est, il est défait par l'Empire Pala du Bengale. Quand les Chalukya eux-mêmes tentent de s'étendre au sud, ils sont défaits par les Pallava, qui à leur tour s'opposent aux Pandya et aux Chola plus au sud. Aucun dirigeant de cette époque n'est capable de créer un empire et de contrôler des territoires au-delà du cœur de son royaume. Dans le même temps, les peuples pastoraux, dont les terres sont utilisées pour la croissante économie agricole, sont intégrés dans la société de castes, à la suite de quoi le système des castes commence à voir émerger des différences régionales.
Aux VIe et VIIe siècles, les premiers hymnes de dévotion sont créés en tamoul. Ils sont imités à travers toute l'Inde et provoquent une résurgence de l'hindouisme et le développement des langues modernes du sous-continent. Les rois indiens et les temples qu'ils financent attirent des fidèles en grand nombre. Des villes de pèlerinage de tailles diverses apparaissent un peu partout et l'Inde s'urbanise à nouveau. Au cours des VIIIe et IXe siècles, la culture et le système politique indiens se répandent en Asie du Sud-Est, dans ce qui est aujourd'hui la Thaïlande, le Laos, le Cambodge, la Malaisie et Java. Des marchands indiens, des érudits et parfois les armées sont impliqués dans cette expansion alors que dans le même temps des envoyés d'Asie du Sud-Est séjournent en Inde et traduisent les textes bouddhistes et hindous dans leurs langues.
Après le Xe siècle, les clans nomades musulmans d'Asie centrale, avec leur cavalerie et leurs vastes armées, pénètrent régulièrement dans les plaines du nord-ouest, ce qui aboutit en 1206 à la création du Sultanat de Delhi. Le sultanat réussit à contrôler la majorité de l'Inde du Nord et à pénétrer dans le Sud. Cette invasion est d'abord perturbante pour les élites locales, cependant le sultanat s'accommode de sa population majoritairement non-musulmane et en préserve les lois et traditions,. En repoussant les raids mongols au XIIIe siècle, le sultanat protège l'Inde des dévastations connues dans l'ouest et le centre de l'Asie. Pendant des siècles, des soldats, érudits, mystiques, commerçants, artistes et artisans de ces régions trouvent refuge dans le sous-continent, contribuant à l'émergence d'une culture indo-islamique syncrétique dans le nord. L'affaiblissement des royaumes du sud par le sultanat permet l'émergence de l'Empire de Vijayanagara. Adoptant une forte tradition shivaïte et apprenant des traditions militaires du sultanat, l'empire parvient à contrôler la majorité de l'Inde péninsulaire.